# 今井沙那恵
今井 沙那恵（いまい さなえ、1986年9月3日 - ）は、姉妹ユニット・f-windyのメンバー。東京都出身。

## 略歴・人物
身長157cm、血液型はA型。
子役としてデビュー。テレビドラマは端役が多く、主に舞台を活躍の場をする。各種広告やVPのモデルもこなしていた。1997年にジュニアミュージカルカンパニー『ミクロコスモス』に入団。旗揚げメンバーとなった。
ミクロコスモスを退団後、2003年からは女性ミュージカル集団・東京メッツに加入。
東京メッツ解散後、実妹の今井仁美と共に姉妹ユニット「f-windy」として、主にライブで活動中。
趣味は洋服を見ること。

## 出演

### テレビドラマ
- 子供が寝たあとで（1992年、日本テレビ）
- 池中玄太80キロ スペシャル（1992年、日本テレビ）
- ママじゃないってば!（1994年、TBS）
- ハンサムマン（1996年、テレビ朝日）

### バラエティ
- ポンキッキーズ(1994年 - 1995年、フジテレビ）

### 映画
- ゴジラvsモスラ（1992年、東宝）
- SADA（1998年、松竹）

### 舞台
- レ・ミゼラブル（1994年）リトルコゼット、リトルエポニーヌ役
- トラップ一家物語（1996年）マルティナ役
- チェンナムの夢（1997年 - 1998年）レイ役
- 金色のおさかな（1997年）カエル役
- オズの魔法使い（1998年）マンチキンのお母さん役
- 極楽金魚（1999年）
- チェンナムの夢（1999年）サラィ役
- プリンセス・ハムレット（2000年）茜役
- ココ・スマイル3（2002年）リサ役
- BEST☆DREAM（2003年）伊藤明日香役
- 青い空の彼方へ（2004年）

### CM
- パナソニック ブレンビー（1991年）
- 日産自動車（1992年）
- 東芝 お天気情報システム（1993年）
- 天狗ハム（1993年）
- Apple Computer（1994年）
- 国大セミナー（2001年）